# Compressione di dinamica
In natura, l'intensità dei suoni può coprire un intervallo molto ampio fra il livello appena udibile ed il massimo sopportabile dall'udito. L'estensione fra questi due limiti si chiama dinamica e rappresenta l'ambito entro il quale è necessario far confluire tutte le informazioni acustiche per evitare che vadano perdute.
Va osservato che l'orecchio umano non ha una curva di sensibilità alle frequenze lineare, bensì questa si adatta e si modifica in funzione dell'intensità e della frequenza dei suoni percepiti (vedi le curve di Fletcher-Munson): a grandi linee, i suoni molto deboli vengono uditi con le tonalità attorno a 3kHz in evidenza e si perdono gli estremi bassi e alti, mentre a grande intensità la sensibilità dell'orecchio alle varie frequenze è quasi lineare. Ciò significa che la riproduzione del suono a livelli differenti comporta alterazioni nelle frequenze percepite, e di conseguenza la percezione del messaggio musicale risulta modificata rispetto all'originale.
Un altro problema è rappresentato dalle difficoltà tecniche di registrazione e riproduzione sonora, che in passato hanno avuto notevoli problemi a restituire una gamma dinamica così ampia come il nostro udito è in grado di rilevare e solo con l'avvento del digitale (il CD) è stato possibile raggiungere i 96dB teorici nelle riproduzioni amatoriali.
Inoltre, se un'esecuzione musicale dal vivo può estendersi in una gamma anche di 100dB, è impossibile riprodurla a meno che ciò avvenga in un ambiente assolutamente silenzioso; altrimenti, per far sì che i pianissimo restino udibili, questi dovranno essere riprodotti ad un livello superiore al rumore ambientale e, di conseguenza, ciò sposterà ancora più in alto i livelli dei fortissimo, che potrebbero avvicinarsi alla soglia del dolore o anche oltrepassarla, con effetti nefasti sia per l'udito che per le apparecchiature di riproduzione.
Tutti questi inconvenienti hanno in comune l'estensione della dinamica; il modo quindi per contrastarli consiste nel ridurre la distanza apparente fra i pianissimo e i fortissimo, facendo però in modo che ciò non sia eccessivamente percepibile. In aggiunta a ciò, la diffusione della musica a livello commerciale ha fatto sì che si cerchi di raggiungere la maggior utenza possibile, adattando quindi il contenuto musicale a qualsiasi apparecchio riproduttore, ovvero riducendo il più possibile le differenze di volume (es. riprodurre un brano sia con un costoso impianto hi-fi che con una radiolina portatile).
Un compressore di dinamica è un apparato elettronico che esegue una sorta di controllo automatico del volume: in presenza di un segnale basso, ne amplifica il livello, mentre con segnali molto forti lo riduce. Se però a condizioni estreme, cioè volendo livellare il volume in una gamma molto ristretta, il procedimento è abbastanza semplice (v. AGC), non è altrettanto facile operare con un contenuto musicale mantenendone vive le espressività volute dall'esecutore; il programma musicale, se soggetto ad eccessiva compressione, apparirà artefatto, mancante di ariosità ed espressività, prevedibile e noioso e pertanto è necessario operare in maniera da ridurre al minimo questi effetti collaterali, pur mantenendo il controllo sulla gamma dinamica impiegata.
I compressori di dinamica da studio di registrazione sono macchine complesse, che uniscono diversi controlli molto sofisticati alla scopo di regoolare il volume del segnale sonoro, introducendo la minima percezione di alterazione nell'ascoltatore.